# Coenosia flavipenicillata
Coenosia flavipenicillata este o specie de muște din genul Coenosia, familia Muscidae, descrisă de Xue în anul 1997. Conform Catalogue of Life specia Coenosia flavipenicillata nu are subspecii cunoscute.